# AS-II
La AS-II, también conocida como Autovía Industrial, es una vía de comunicación que pertenece a la Red Regional de Carreteras del Principado de Asturias. Tiene una longtitud de 24,4 km y une las localidades de Oviedo y Gijón, atravesando los concejos asturianos de Oviedo, Siero, Llanera y Gijón.

## Historia
La AS-II nació como un desdoblamiento de la carretera AS-18. La AS-18 había sido una mejora de la antigua carretera entre Oviedo y Porceyo (Gijón). Consistió en una única calzada bidireccional, la cual posteriormente sería una de las dos calzadas de la AS-II. Esta calzada supuso una inversión de 70 millones de euros y fue inaugurada en abril de 2003 por Vicente Álvarez Areces, aunque el proyecto proviene del Gobierno de Sergio Marqués. Los tramos de la antigua carretera que no se emplearon para este nuevo trazado constituyen la actual AS-381. El objetivo era descongestionar la autovía "Y" tras la negativa del Gobierno de España de ampliar esta última a 3 carriles.La autovía (desdoble) apareció recogida en el "Plan Autonómico de Carreteras 2000-2010", documento aprobado el 1 de febrero de 2001.
Las obras del desdoblamiento comenzaron el 16 de septiembre de 2005, en un acto presidido por Vicente Álvarez Areces. Se cifró su coste en 129,4 millones de euros, sin contar los 70 millones de euros de la calzada inaugurada en 2003, sumando toda la autovía unos 200 millones de euros de coste.Aparte de la calzada faltante de la AS-18, también se construyó una tercera plataforma a modo de carretera auxiliar entre Veranes y Pruvia, perteneciente a la AS-381.
El desdoblamiento de la AS-18 (desde entonces AS-II) entró en servicio el 13 de mayo de 2007, circulando por ella en su primer día más de 18.000 vehículos.
No obstante, no sería hasta 2010 cuando entró en servicio el enlace de Lugones, una enlace viario y dos calzadas de un kilómetro que costó 6,1 millones de euros.Este tramo es una versión menos ambiciosa de un proyecto semiconstruido en los 1990 que planeaba unir la actual AS-II con el cruce viario que entrelaza la A-66 con la A-64.
La AS-II cruza sobre la A-66 en Robledo, concejo de Llanera. No obstante, no están unidas por un enlace viario. Su construcción se venía reclamando desde 2008.Para solucionar esto el Ministerio de Transportes licitó en 2021 un estudio de trazado y construcción de un semienlace. En 2022 se adjudicó el contrato y en 2024 se entregará el estudio.

## Descripción
Permite un acceso rápido al centro de Oviedo por la C/Uría, evitando gran parte de los atascos de los accesos por la A-66.
La autovía no es de gestión pública, si bien no hay cabina de peaje en los accesos y los conductores no tienen que pagar directamente un dinero extra por utilizarla. El Principado concedió a Viastur la explotación de la autovía durante 30 años, encargándose esta empresa del mantenimiento, como contrapartida el Gobierno tiene que pagar una tasa anual a Viastur proporcionalmente al número de vehículos que circulen por ella, un sistema conocido como peaje en la sombra.
Es conocida como Autovía Industrial porque permite una mejor comunicación de los grandes polígonos industriales del área central de Asturias.

## Tramos
| Denominación | Tramo            | Año servicio                                                               | Longitud (km) |
| ------------ | ---------------- | -------------------------------------------------------------------------- | ------------- |
| AS-II        | Oviedo - Porceyo | Tramo original: 2007 Enlace de Lugones: 2010 Enlace de La Corredoria: 2019 | 20,4          |
| AS-II        | Porceyo - Gijón  | 1999                                                                       | 4             |

## Recorrido
| Esquema | Salida | Sentido Gijón (ascendente)                                                     | Sentido Oviedo (descendente)                                                   | Carretera     | Notas |
| ------- | ------ | ------------------------------------------------------------------------------ | ------------------------------------------------------------------------------ | ------------- | ----- |
|         |        |                                                                                | avenida del Mar Pumarin Oviedo (centro) Prados de la Fuente - Ciudad Naranco   |               |       |
|         |        | Túnel Pando - 115 m                                                            |                                                                                |               |       |
|         | 2      | La Corredoria - Huca (hospital)                                                | La Corredoria - Huca (hospital)                                                |               |       |
|         | 4      | Lugones                                                                        | Lugones                                                                        | AS-381        |       |
|         |        | Túnel Carbayo - 496 m                                                          |                                                                                |               |       |
|         | 5      | Avilés - Langreo - Posada polígonos industriales Parque Tecnológico aeropuerto | Avilés - Langreo - Posada polígonos industriales Parque Tecnológico aeropuerto | AS-17 A-66    |       |
|         | 7      | Lugo de Llanera - aeródromo de La Morgal                                       | Lugo de Llanera - aeródromo de La Morgal                                       | LL-3          |       |
|         | 9      | Lugo de Llanera - Pruvia de Abajo (Vía de servicio)                            | Lugo de Llanera - Pruvia de Abajo (Vía de servicio)                            | AS-374        |       |
|         | 13     | Pruvia de Arriba - Veranes (vía de servicio)                                   | Pruvia de Arriba - Veranes (vía de servicio)                                   | AS-381        |       |
|         | 17     | Veranes - Tremañes Pinzales                                                    | Veranes - Tremañes Pinzales                                                    | AS-363 AS-381 |       |
|         | 20     | Casares - Pinzales                                                             | Casares - Pinzales                                                             | AS-381        |       |
|         |        | polígono industrial Porceyo                                                    |                                                                                |               |       |
|         |        | Porceyo - La Pedrera polígono industrial Porceyo                               |                                                                                |               |       |
|         |        | centro comercial polígono industrial Roces                                     |                                                                                |               |       |
|         |        | centro comercial polígono industrial Roces                                     |                                                                                |               |       |
|         |        | Oviedo Gijón (ronda) - Santander                                               |                                                                                | AS-II A-8     |       |
|         |        | Gijón centro urbano                                                            |                                                                                |               |       |